# Sima Ferenc (újságíró)
Sima Ferenc (Nagykőrös, 1853. december 3. – Fairport, Ohio, USA, 1904. június 1.) újságíró, politikus. Szentes történetének egyik legaktívabb közéleti személyisége. Újságírói pályája és közéleti harcai mellett szépirodalommal is foglalkozott. Fia Sima László lapszerkesztő, Szentes jeles monográfusa.

## Élete, politikai karrierje

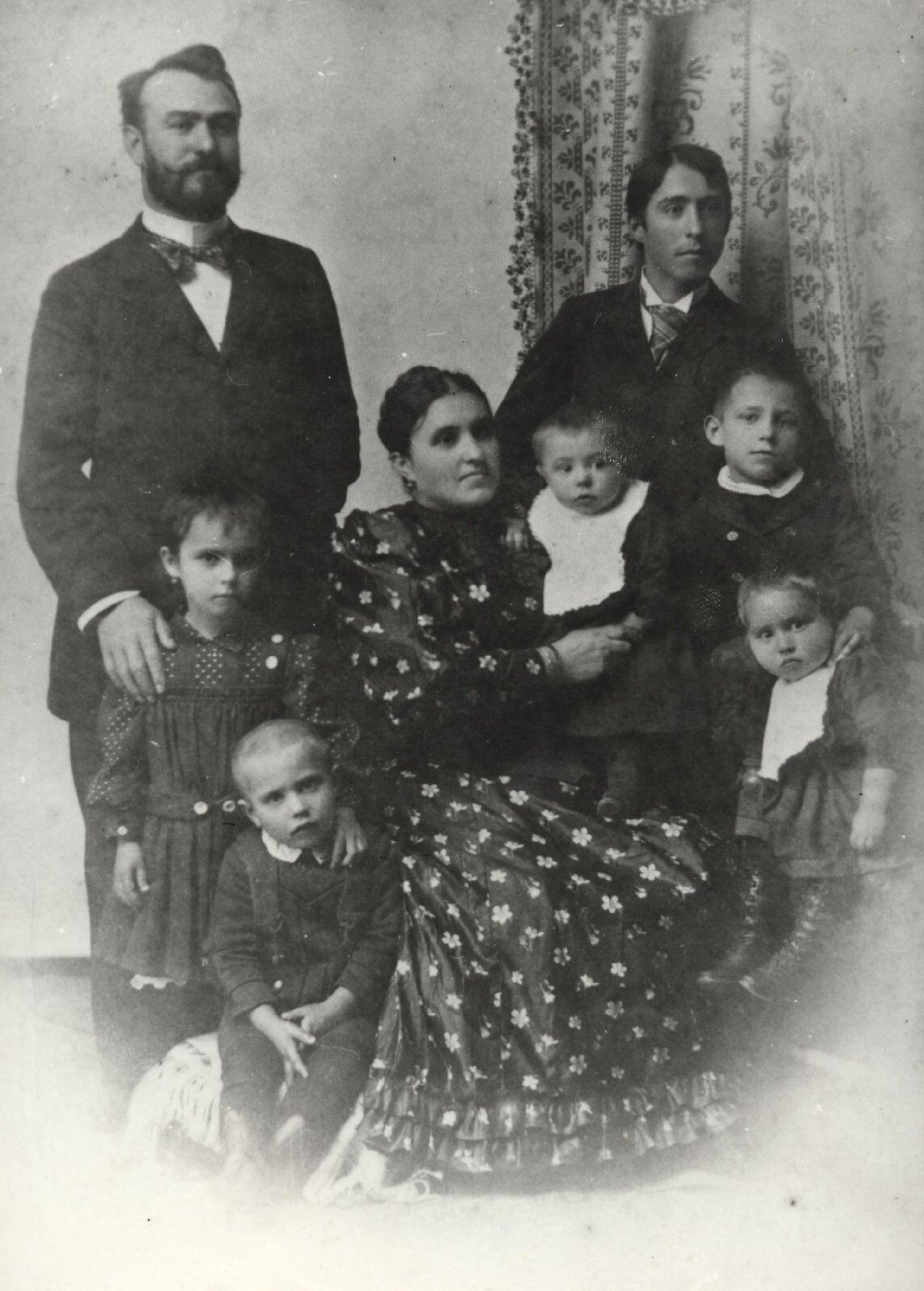
Sima Ferenc képviselő és felesége Donát Julianna gyermekeikkel 1890 körül

Apja, Sima Lajos asztalosmester volt Nagykőrösön, s bár nagyon szerette volna, ha a fia is folytatja az ipart, Ferencet a zene világa jobban vonzotta, ezért beiratkozott a helyi tanítóképzőbe, ahol kántortanítói oklevelet szerzett. 1873-ban került Szentesre, ahol egy külterületi népiskolában kapott állást.  Nemsokára megnősült, felesége Donát Julianna lett. 12 gyermekük született, ám csupán 4 érte meg a felnőttkort, így házasságuk szinte folyamatos gyászban telt.
A családi tragédiák ellenére az agilis, tehetséges és tettre kész fiatalember pályája gyorsan ívelt felfelé: 1875-ben a Szentesi Lap munkatársa (1877-től felelős szerkesztője, 1883-tól tulajdonosa), 1876-ban levéltárnokká és a helyi Függetlenségi és 48-as Pártkör elnökévé választották, 1878-ban a város gazdasági tanácsnoka. Tisztségénél fogva reá hárultak az árvízi munkálatok is: az 1879-es szegedi nagy árvíz idején – mely Szegedet elöntötte – heteket töltött a szentesi gátszakaszon, irányítva a védekezést, s jelentős szerepe volt abban, hogy Szentes meg tudta védeni magát. Érdemeiért Horváth Gyula árvízi kormánybiztos 1881 szeptemberében Sima Ferencre ruházta a Bökény-Mindszenti Vízszabályozó Társulat igazgatói állását. 1885-ben részt vett a Körös-Tisza-Maros Ármentesítő és Belvízszabályozó Társulat megalapításában, s 1892-ig igazgatója volt az intézménynek.  Mindeközben (1889-1891) a kormányzati iránymutatással teljes összhangban szentesi kitelepülőkből megszervezte Újszentes községét.
Újságírói és politikai tevékenységét az ellenzéki és a 48-as eszmék hatották át. Az általa vezetett Függetlenségi párt Csongrád vármegyében 1892-ben ért fel a csúcsra: az országgyűlési választásokon minden kerületben ellenzéki képviselőt választottak. A tápéi körzetben maga Sima nyert mandátumot, 1896-ban szentesi mandátummal lett újból képviselő. A parlamentben az Ugron-féle csoportosuláshoz csatlakozott, s itt is nagy tekintélyt vívott ki magának, amit jelez, hogy Kossuth hamvainak hazahozatalakor őt bízták meg a gyászünnepély rendezésével.
Parlamenti munkálkodásában a jogokból és a fejlődés lehetőségéből kirekesztett alsóbb néprétegek érdekeit karolta fel. A Parlamentben elhangzott beszédeinek és a sajtóban kifejtett nézeteinek a lényege: választójogot a népnek, munkásvédő törvényeket, adóreformot és a rászorulók földhöz juttatását.  Mindezt jól illusztrálja lapjának egyik vezércikke 1896-ból:
Kimondtuk a népképviselet magasztos elvét; s íme Magyarország közel négy milliónyi férfilakosa közül alig 800 ezer gyakorol képviselő választási jogot, s mintegy három millió polgár nem folyhat be az ország sorsának intézésébe. A vér- és pénzadót irgalom nélkül behajtjuk rajtuk, de politikai jogokat nem adunk nekik. Eltöröltük a születési nemességet, s helyébe megteremtettük a vagyon, a pénz kiváltságosait. Kimondtuk, hogy a föld szabad, amelyet megszerezni joga van mindenkinek, aki homlokának verejtékével keresi a vagyonosodás eszközeit. És íme, a földbirtoknak több mint egyharmadrésze még ma is hitbizományi javakból áll, amelyeket a tulajdonosaik csak haszonélvezhetnek, de el nem adhatnak, s amelyek e szerint ki vannak zárva a közforgalomból, s a nép számára a szó szoros értelmében megközelíthetetlenek.
Látva, hogy a kormányzat nem hajlik meg az ellenzéki érvek előtt, a Függetlenségi párt a hatalmon lévők megbuktatására a nemzetközi gyakorlatban is használt módszerhez, az obstrukcióhoz folyamodott. Sima maga is az obstrukció, vagyis az agyonbeszélés nagymesterévé vált, így próbálva akadályozni az általa károsnak ítélt kormányzati munkát. Ebben a témában írt könyve 1897-ben jelent meg.  Sima törekvései azonban idővel meghaladták még a Függetlenségi párt politikáját is, ezért 1897-ben kilépett a pártból, s új pártjában a Radikális Demokrata Pártban folytatta politikai küzdelmét. Hivatalos lapjukat Függetlenség címmel adták ki, melynek hasábjain párttársaival együtt fejtette ki korát meghaladó eszméit: általános és titkos választójog 20 éves kor felett, a közoktatás államosítása, 8 órás, (a mezőgazdaságban max. 12 órás) munkaidő bevezetése, szülési segély, gyermekmunka eltörlése, földbirtokok terjedelmének maximalizálása, földosztás, nyugdíjalap megteremtése stb.  Politikájuk azonban az ellenzék megosztottsága és a kormányzat elsöprő fölénye miatt nem lehetett sikeres.
Mivel Sima komoly kritikákat fogalmazott meg a hatalmon lévőkkel szemben, sok ellenséget szerzett magának. Ellenfelei, élükön Vadnay Andor Csongrád vármegyei főispánnal, 1898-tól sorozatos támadásokat indítottak ellene. Céljuk az volt, hogy Simát kirekesszék a közéletből. Ezt legegyszerűbben úgy tehették meg, hogy Sima adósságokkal terhelt vállalkozásait kihasználva – nyomda-, lap-, tésztagyár és gőzmalom tulajdonos volt – összevásárolták a váltóit  és kérték rá a csőd kimondását. Ez a kor joggyakorlata szerint maga után vonta a mandátumtól való megfosztást. A csődeljárás során egész vagyonát elvesztette. Emellett, hogy végleg hiteltelenné tegyék a közvélemény előtt, rágalmak özönét zúdították rá és több pert is indítottak ellene. Mindez a politikai események iránt fogékony és kezdetben még Sima-szimpatizáns  fiatal Adyt is megtévesztette, s egy gúnyverset írt Simáról.
Az ellene folyó hajszában idegrendszere megromlott. Orvosai tanácsára 1901 tavaszán Romániába utazott gyógykezelésre. Itt értesült arról, hogy a szegedi törvényszék szökevénynek nyilvánította és elrendelte a köröztetését. Ez elzárta hazatérésének útját, hisz nyilvánvalóan börtön várt volna rá. A meghurcoltatás helyett a kivándorlást választotta.

## Irodalmi munkássága
A Szentesi Lap munkatársaként regényeket, novellákat írt, melyek az újság tárcarovatában folytatásokban jelentek meg. Emellett színikritikái is népszerűek voltak. Szépírói stílusára a választékos nyelvezet jellemző. Irodalmi munkássága nem lépett túl a város keretein, ám a helybeli lányok, asszonyok rajongtak érte. A mai olvasó számára figyelemre méltóak lehetnek az emigrációból írt levelei, melyekben az idegen népek között szerzett tapasztalatait írta meg, valamint egy-két memoár jellegű írása, melyekben korának általános problémái tükröződnek.

## Emigrációban

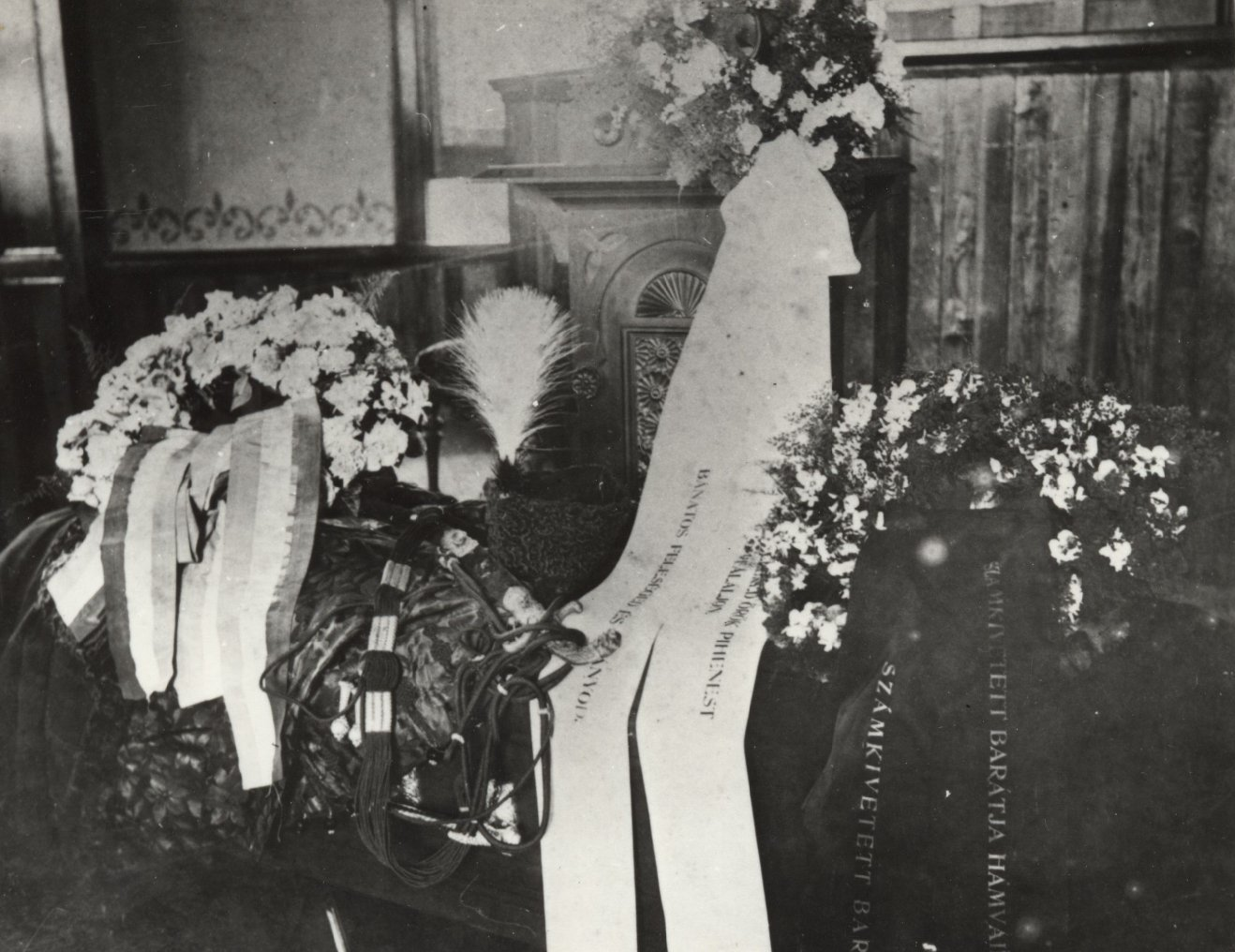
Sima Ferenc ravatala (Fairport - Ohio, USA, 1904.06.02.)

Sima az USA-ba való megérkezését követően a Magyar Hírmondó c. újság szerkesztőségében talált állást, s nagy szerepe volt abban, hogy az újság napilappá alakult. Színműírással is foglalkozott és üzleti vállalkozásként egy koporsó raktárt üzemeltetett. 1902-ben felesége és Juliska nevű leánya is követte őt Amerikába. Ám élete új hazájában sem alakult szerencsésen. 1903 októberében tüdőgyulladást kapott, s ez újabb betegségéből, ill. ennek szövődményeiből már nem épült fel. Hosszas szenvedés után, a betegségtől megvakulva 1904. június 1-jén hunyt el Fairportban (Ohio, USA). Teteme a painessvillei köztemető A/128. számú sírhelyén nyugszik, valószínűleg jeltelenül. A Find a Grave sírhely adatbázisa alapján sírhelye a temető 18. szekciójának 8. sor 4. sírhely.
Haláláról szinte valamennyi hazai újság beszámolt. Szentesen nagy meglepetést keltett, hogy az Alföldi Ellenzék c. lap gyászkeretes címoldalán egyik régi politikai ellensége, dr. Tasnády Antal írt rendhagyó búcsúztatót. Részlet a terjedelmes cikkből:
Hogy ki volt Sima Ferenc nekem: azt csak én tudom igazán. Sima Ferenc az én halálos ellenségem volt. … Mint ellenfél – legyőzhetetlen volt; mint ellenség – ő kapta a halálos sebet. Én csak összetörtem, de megélek; ő belehalt a kapott sebekbe. S én a halálos ellenségem halála után fogtam tollat, hogy aláírjam neki a békekötést. Aláírjam? Igen így kell mondanom: alá. Mert ő még életében, másfél esztendővel ezelőtt elébem terjesztette a saját elhatározásából megírt, általa aláírt, s nekem felajánlott béke-szerződést. Előttem van a levele. … Hanem levelére nem bírtam válaszolni. Sohasem bírtam rávenni magam, hogy aláírjam azt a békeszerződést, amit így elibem tett. Tettekkel megmutattam, bebizonyítottam, ő előtte is, mások előtt is, hogy mindent megbocsátottam, sőt elfeledtem. De megírni ezt neki: ahhoz gyönge voltam. Hát most meghalt. És én sietek aláírni a békesség-levelet. Sima Ferenc! nyugodjál békében; én, a Te halálos ellenséged, akit Te nem kíméltél soha, s aki Téged nem kímélt soha, amíg csak egymással szemben álltunk; én fájdalommal búcsúzom tőled. Nem az fáj nekem, Sima Ferenc, hogy elveszett benned Szentes koronázatlan királya, nem azt fájlalom én, hogy meghalt a hatalmas, az erős, a győzhetetlen népvezér Tebenned. Nem azért ejtek igazi keserű könnyeket, mert azoknak az eszméknek és elveknek miket én is vallok, hiszek, hirdetek, követek – elhullott egy erős, egy rettenthetetlen hirdetője és bajnoka a Te halálod által. Hanem a miatt kesergek, mert elveszett, kidőlt az egyetlen, az igazi, a nyíltszívű, az egyenes jellemű, a derék lelkű, a becsületes – ellenség.

## Emlékezete
1945-ben Szentesen utcát neveztek el róla.

## Főbb művei
- A pásztor kedvese. Szentesi Lap 1876. júl. 30-tól folytatásokban (hivatkozások: e-Könyvtár Szentes)
- A burokban szülött. Szentesi Lap 1876. okt. 15-től folytatásokban
- Preceptor és a pap. Szentesi Lap 1878. szept. 29-től folytatásokban
- A mai élet. Szentesi Lap 1879. jan. 5-től folytatásokban
- A cigány vajda leánya. Szentesi lap 1880. márc. 14-től folytatásokban
- Harc élet és halálra. Szentesi Lap 1880. dec. 19-től folytatásokban
- A hetedik feleség. Szentesi Lap 1881. febr. 19-től folytatásokban
- A titkos jegy. Szentesi Lap 1882. dec. 23-tól folytatásokban
- Tizenkét leány egy háznál. Szentesi Lap 1883. márc. 10-től folytatásokban
- Szerencsétlen Flótás. Szentesi Lap 1883. nov. 4-től folytatásokban
- A nevelő úr. Szentesi Lap 1884. dec. 27-től folytatásokban
- Az örökös. Szentesi Lap 1885. nov. 7-től folytatásokban
- A haldokló kivánsága. Szentesi Lap 1886. márc. 13-tól folytatásokban
- A drága pénz. Szentesi Lap 1887. márc. 26-tól folytatásokban
- Az apák vétkeért bűnhődnek. Szentesi Lap 1888. júl. 22-től folytatásokban
- Soha! Szentesi lap 1889. jún. 2-től folytatásokban
- Az államfogházból. Szentesi Lap 1892. júl. 3-tól folytatásokban
- Jó barátok és ellenségek. Szentesi Lap 1892. nov. 20-tól folytatásokban
- Nem adja a lányát. Szentesi Lap 1895. jan. 9-től folytatásokban
- A párbaj halottja. Szentesi Lap 1896. márc. 29.-től folytatásokban
- A vendég. Szentesi Lap 1899. jan. 25-től folytatásokban (a lap megszüntével 1899. jún. 23-tól a Csongrádmegyei Ellenzék közölte tovább a regényt)
- Fogoly vagyok. (vers) Csongrádmegyei Ellenzék 1900. ápr. 11.

Levelek Sima Ferencztől (később: Sima Ferencz levelei) = Csongrádmegyei Ellenzék 1901 aug. 7-től folytatásokban (rendszertelen közlések), továbbá: Alföldi Ellenzék 1904. ápr. 19. (levél Gálfy Sándor újságíró barátjának )

## Parlamenti beszédei
Sima Ferencz beszédei címmel. (Hivatkozások: e-Könyvtár Szentes)
- Szentesi Lap 1893. márc. 24. (államkormányzatunk közoktatásügyi vezetése iránt táplált elégedetlenség)
- Szentesi Lap 1893. máj. 2. (kénytelen vagyok a közoktatásügyi miniszter ur személyével foglalkozni)
- Szentesi Lap 1893. nov. 17. (a földmivelési kormányzatnak a mezőgazdaság javára és érdekéből, absolute nincs semmi önálló politikája)
- Szentesi Lap 1894. febr. 13.
- Szentesi Lap 1894. nov. 21.
- Szentesi Lap 1894. nov. 23.
- Szentesi Lap 1894. nov. 28.
- Szentesi Lap 1894. nov. 30.
- Szentesi Lap 1895. jan. 27.
- Szentesi Lap 1895. febr. 17.
- Szentesi Lap 1895. márc. 10.
- Szentesi Lap 1895. márc. 13.
- Szentesi Lap 1895. nov. 13.
- Szentesi Lap 1895. dec. 8.
- Szentesi Lap 1896. jan. 12.
- Szentesi Lap 1896. jan. 15.
- Szentesi Lap 1896. jan. 26.
- Szentesi Lap 1896. febr. 28.
- Szentesi Lap 1896. márc. 6.
- Szentesi Lap 1896. ápr. 17.
- Szentesi Lap 1896. ápr. 19.
- Szentesi Lap 1896. máj. 1.
- Szentesi Lap 1896. jún. 5.
- Szentesi Lap 1896. jún. 21.
- Szentesi Lap 1896. dec. 18.
- Szentesi Lap 1898. jún. 1.
- Szentesi Lap 1899. jan. 1.
- Szentesi Lap 1899. jan. 4.

## Róla szóló irodalom
- Gárdonyi Géza: Parlamentünk jeles figurái. (Sima Ferenc c. fejezet) In.: Zarándoklás ; Úti kalandok ; Aforizmák . Budapest, Kossuth K., 2013.
- Ady Endre: A mandátum. In.: Ady Endre összes prózai művei 1. kötet (1897 – 1901) Szerk.: Koczkás Sándor. 160-161. o.
- Sima Ferencz 25 éves szerkesztői jubileumára. Csongrádmegyei Ellenzék 1901. szept. 8.
- Tanády Antal: Sima Ferenc. Alföldi Ellenzék 1904. jún. 16.
- Hegyi Antal: Sima Ferenc utolsó napjai. Alföldi Ellenzék 1904. jún. 18.
- Hegyi Antal: Sima Ferenc Amerikában. Szentesi Lap 1906. dec. 23. (e-Könyvtár Szentes)
- Sima László: Szentesi arcképcsarnok. Sima Ferenc. Szentesi Napló 1943. okt. 24.
- Sima Ferenc és Sima László. Szerk.: Kruzslicz Pál. Szentes, Móricz Zsigmond Művelődési Központ, 1984. (e-Könyvtár Szentes)
- Új magyar életrajzi lexikon. Főszerk.: Markó László. Budapest, Magyar Könyvklub, 2004.
- Labádi Lajos: A "garabonciás" néptanító - 150 éve született Sima Ferenc (I.). In: Szentesi Élet 2003.11.14. (e-Könyvtár Szentes)
- Labádi Lajos: Az országos politika porondján - 150 éve született Sima Ferenc (II.). In: Szentesi Élet 2003.11.21.
- Labádi Lajos:"Muszka önkény!" - 150 éve született Sima Ferenc (III.). In: Szentesi Élet 2003.11.28. (e-Könyvtár Szentes)
- Labádi Lajos: Pisztolypárbaj a sajtószabadságért - Párbajkihívás az Úri Kaszinó vezetői ellen. In: Szentesi Élet 2008.12.19. (e-Könyvtár Szentes)
- Labádi Lajos: Politikai küzdelmek áldozata - Száztíz éve történt: Sima Ferenc bukása (I.) In: Szentesi Élet 2009.07.03. (e-Könyvtár Szentes)
- Labádi Lajos: "Megtörhettek, de meg nem hajoltam!" - Száztíz éve történt: Sima Ferenc bukása (II.) In: Szentesi Élet 2009.07.17. (e-Könyvtár Szentes)
- Szentesi irodalmi emlékei. Szerk.: Vágvölgyi Zoltán. Szentes, 2016. (e-Könyvtár Szentes)